# Sokolniki (rejon tarnopolski)
Sokolniki (ukr. Сокільники, Sokilnyky) – wieś na Ukrainie w rejonie tarnopolskim należącym do obwodu tarnopolskiego, położona nad rzeką Strypą.
Do 2020 w rejonie trembowelskim.
W czasie okupacji niemieckiej mieszkająca tutaj polska rodzina Nowickich ukrywała pięcioro Żydów z rodzin Flasznerów i Szerów. W 2005 roku Instytut Jad Waszem uhonorował za to tytułami Sprawiedliwych wśród Narodów Świata Michała i Katarzynę Nowickich.